# ماري كيني
ماري كيني (بالإنجليزية: Mary Kenny)‏ هي صحفية أيرلندية، ولدت في 4 أبريل 1944.